# 一氯化碘
一氯化碘（分子式：ICl）是一种互鹵化物，為一種紅棕色的化合物，其熔點接近室溫。因為碘與氯電負度的差異，一氯化碘的極性很高，可當作是I+的來源。它于1814年由盖-吕萨克发现，是首个被发现的互卤化物。

## 制备
製備一氯化碘的方式，是直接將兩種鹵素以1：1摩爾比化合：
{\displaystyle {\rm {\ I_{2}+Cl_{2}\rightarrow 2ICl}}}
當將氯氣通過碘晶體時，即可看見一氯化碘的棕色蒸氣形成，將之冷凝即可得深棕色的一氯化碘液體。過量的氯氣會將一氯化碘轉為三氯化碘，此為一可逆反應：
{\displaystyle {\rm {\ ICl+Cl_{2}\rightleftharpoons ICl_{3}}}}

## 多晶形體
ICl具有兩種晶型：α-ICl呈黑色針狀結晶（透光則呈紅色），熔點為27.2°C；β-ICl呈黑色板狀結晶（透光呈紅棕色），熔點為 13.9°C。

## 用途
ICl在有機合成上用途很廣。其為一個親電性碘的來源，用於某些芳香族碘化物的合成。ICl也可切斷碳－矽鍵結。

ICl亦可對烯烴的雙鍵進行加成反應，產生氯碘代烷烴：
{\displaystyle {\rm {\ RCH\!=\!CHR'+ICl\rightarrow RCH(I)\!-\!CH(Cl)R'}}}
當此反應在疊氮化鈉的存在下進行，產生的則是碘代疊氮基烷RCH(I)-CH(N3)R'。